# Cuentos de amor de locura y de muerte
Cuentos de amor de locura y de muerte es un libro de cuentos de Horacio Quiroga publicado en 1918 por la Sociedad Cooperativa Editorial ilimitada. 
La primera publicación incluye 19 relatos y en siguientes ediciones el propio autor realiza algunas modificaciones en los cuentos y excluye Los ojos sombríos, El infierno artificial y El perro rabioso. El tema de la muerte resalta en la mayoría de los relatos. Por decisión expresa del autor, el título no lleva coma.

## Relatos

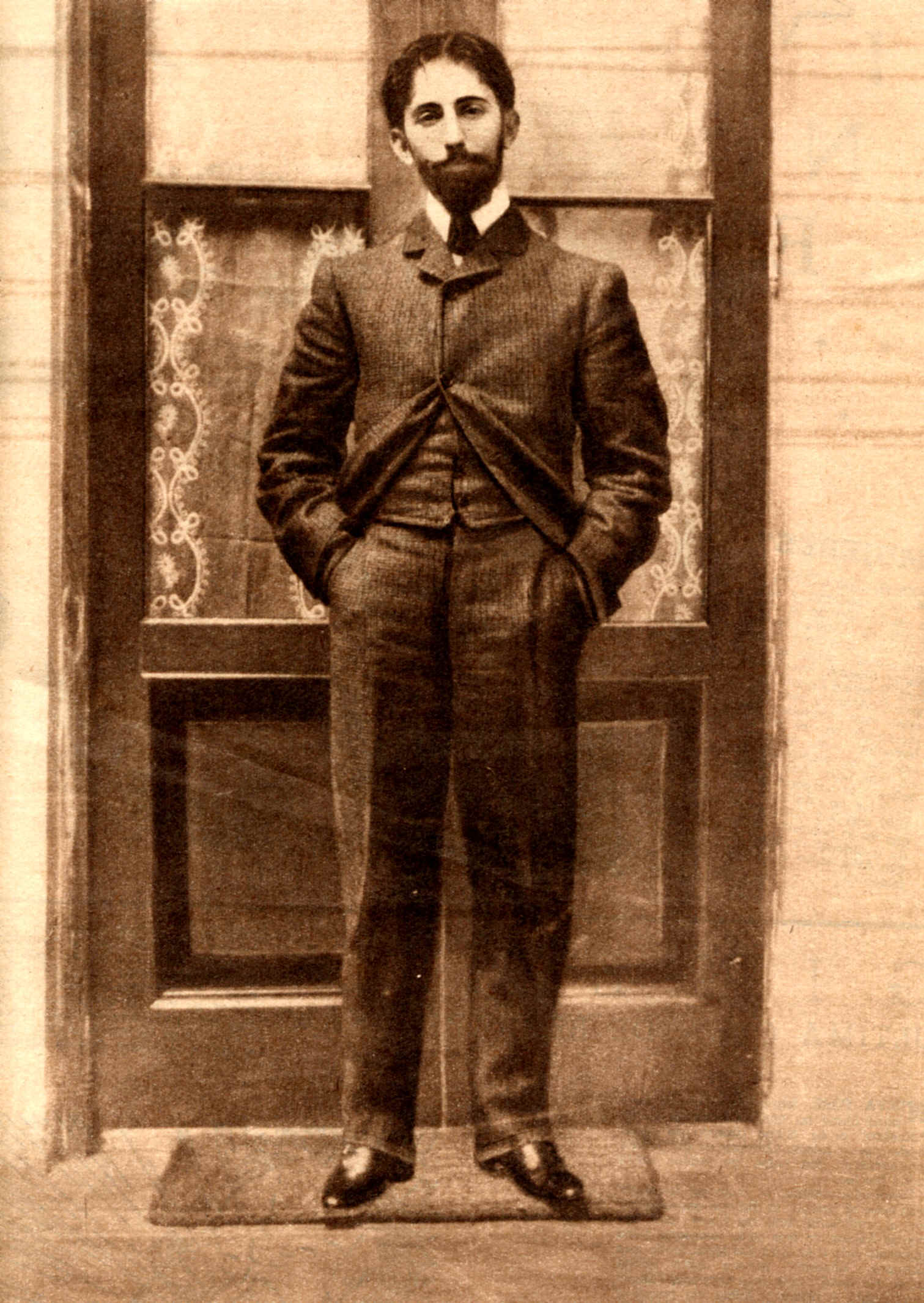
Horacio Quiroga en 1897.

Los cuentos de la primera edición incluyen, en este orden:
1. Una estación de amor
2. Los ojos sombríos (relato excluido a partir de la tercera edición)
3. El solitario
4. La muerte de Isolda
5. El infierno artificial (relato excluido a partir de la tercera edición)
6. La gallina degollada
7. Los buques suicidantes
8. El almohadón de plumas
9. El perro rabioso (relato excluido a partir de la tercera edición)
10. A la deriva
11. La insolación
12. El alambre de púa
13. Los mensú
14. Yaguaí
15. Los pescadores de vigas
16. La miel silvestre
17. Nuestro primer cigarro
18. La meningitis y su sombra

## Aspectos llamativos en la obra
La obra trata principalmente de la muerte, aunque toca otros temas como la humanización de los animales, siendo estos quienes junto a un pensamiento enteramente racional dirigen las respectivas historias. Pero aunque los animales portan raciocinio, éstos acaban con la fuerza bruta del hombre.
Otro tema abordado es la deshumanización del hombre que cede su voluntad a los instintos más primitivos. Siguiendo estos impulsos es que surgen los problemas y la trama de varios cuentos. 